# بنيامين شفارتز
بنيامين شفارتز (بالألمانية: Benjamin Schwarz)‏ هو لاعب كرة قدم ألماني في مركز الدفاع، ولد في 10 يوليو 1986 في ميونخ في ألمانيا. لعب مع ميونخ 1860 ونادي أونترهاخينغ ونادي بروسيا مونستر.

## وصلات خارجية
- بنيامين شفارتز على موقع قاعدة بيانات كرة القدم.إي يو (الإنجليزية)
- بنيامين شفارتز على موقع بيانات كرة القدم. دي إي (الألمانية)
- بنيامين شفارتز على موقع Soccerway.com (الإنجليزية)
- بنيامين شفارتز على موقع عالم كرة القدم.نت (الإنجليزية)